# Pherecydes lucinae
Pherecydes lucinae is een spinnensoort in de taxonomische indeling van de krabspinnen (Thomisidae).
Het dier behoort tot het geslacht Pherecydes. De wetenschappelijke naam van de soort werd voor het eerst geldig gepubliceerd in 1980 door Dippenaar-Schoeman.